# Primera invasión mongola de Birmania
La primera invasión mongola de Birmania (en birmano: မွန်ဂို@–မြန်မာ စစ် (၁၂၇၇@–၁၂၈၇) fue una serie de conflictos militares entre la dinastía Yuan de Kublai Kan, que regía una parte del Imperio mongol, y el Reino de Pagan que se disputaron entre 1277 y 1287. Las invasiones acabaron con el reino, que había durado doscientos cincuenta años, al que el ejército mongol arrebató territorios de Dehong (Yunnan) y la Birmania septentrional, hasta Tagaung. También marcaron el comienzo de un período de doscientos cincuenta años de fragmentación política de Birmania y permitieron el surgimiento de los estados tai-shan por toda el Asia sudoriental.
Los mongoles exigieron tributo a Pagan por primera vez en 1271-72, como parte de su programa para aislar a la dinastía Song de China. El rey Narathihapate rehusó pagarlo, por lo que el emperador Kublai Kan le envió otra embajada en 1273 para volver a reclamárselo. El soberano de Pagan volvió a negarse. El emperador ordenó en 1275 al gobierno de Yunnan que reforzase el control de la frontera con Pagan para evitar que pudiesen huir por ella los Song, y autorizó que se emplease la fuerza para lograrlo si Pagan se oponía a la operación, aunque prohibió enzarzarse en una guerra con el reino vecino. Pagan trató de impedir el cierre fronterizo, pero su ejército tuvo que retirarse ante el mongol en 1277-78. Kublai Kan volvió a interesarse por la región en 1281; volvió a exigir tributo a Pagan, al Imperio jemer, a Đại Việt y a Champa. El rey birmano rehusó nuevamente pagarlo y el emperador ordenó la invasión de la Birmania septentrional. La operación se verificó en dos campañas durante la estación seca (1283-85) y permitió a los mongoles apoderarse de las tierras al norte de Tagaung y Hanlin y obligar al rey birmano a refugiarse en la Baja Birmania. Los mongoles hicieron de los territorios conquistados una nueva provincia: la de Zhengmian.
Los dos bandos entablaron negociaciones para acabar con la guerra en 1285, que concluyeron con un acuerdo en virtud del cual Narathihapate se sometió finalmente al emperador mongol en junio de 1286. Una embajada birmana viajó a Pekín en enero del año siguiente, donde fue recibida por el emperador y firmó un tratado en el que se plasmó el sometimiento birmano y la aceptación del pago de un tributo anual al gobierno de Yunnan a cambio de la evacuación del norte de Birmania por los ejércitos imperiales. El tratado nunca llegó a aplicarse porque Narathihapate fue asesinado en julio de 1287, dejando un vacío de poder en el que nadie tuvo suficiente autoridad para cumplir lo firmado en Pekín. Esto hizo que el mando militar mongol en Yunnan rescindiese las órdenes de evacuación de Birmania y emprendiese la conquista de la zona central de la región. No se sabe si el ejército mongol alcanzó Pagan, pero, si lo logró, hubo de retirarse a Tagaung como consecuencia de las copiosas bajas que sufrió durante la invasión.
El reino de Pagan se desintegró, dando paso a una situación caótica en la zona que benefició a los mongoles, que no hicieron nada para restaurar el orden durante la década siguiente. Aceptaron la sumisión voluntaria del rey Kiausua de Pagan en marzo de 1297, pese a que la autoridad de este se limitaba a la ciudad de Pagan y sus alrededores. Kiausua fue derrocado nueve meses más tarde, suceso que suscitó una nueva intervención militar mongola en 1300-01.
Marco Polo mencionó la primera invasión (1277-87) en su diario de viajes, Los viajes de Marco Polo. Los birmanos llamaron a los invasores «taruk» (por los numerosos turcos de Asia central que componían el grueso del ejército invasor) y el término (တရုတ်) se sigue usando modernamente para referirse a los chinos han. Narathihapate es una figura maltratada de la historiografía birmana, en la que se lo denomina Taruk-Pye Min, («el rey que huyó ante los taruk»).

## Antecedentes

El reino de Pagan en tiempos de Sithu II. Las crónicas birmanas afirman que también pertenecían a él Kengtung y Chiang Mai. El núcleo del reino aparece en oscuro y las zonas periféricas, en color más claro.

El reino de Dali a mediados del siglo.

El reino de Pagan era uno de los dos principales Estados del sureste asiático en el siglo XIII, junto con el Imperio jemer. Su vecino tradicional en el noreste no era China, sino el reino de Dali y antes el de Nanzhao, cuya capital había sido Dali. Estos habían mantenido su independencia y se habían coligado en algunas ocasiones con el Imperio tibetano, situado al oeste, y en otras con las dinastías chinas Tang y Song. Los ejércitos de Nanzhao, de caballería, habían logrado internarse mucho en la moderna Birmania y puede que fundasen la ciudad de Pagan e incluso fuesen el origen de la dinastía que la gobernaba.
Las conquistas mongolas y el reino de Pagan estaban separados por una serie de estados fronterizos que abarcaban desde las modernas prefecturas de Dehong, Baoshan y Lincang en Yunnan hasta las regiones de Va y Palaung (en el norte del moderno estado Shan birmano), sobre la que tanto Pagan como Dali pretendían tener autoridad y en la que competían por extender su influencia. Era una montañosa de difícil acceso.

### Conquista mongola de Dali
El Imperio mongol alcanzó las fronteras del reino de Pagan en 1252 tras invadir el reino vecino de Dali como parte del plan para cercar a la dinastía china de los Song. Los mongoles se apoderaron de la capital homónima del reino el 7 de enero de 1253 y pasaron los cuatro años siguientes sometiendo el resto del territorio.
La llegada de los mongoles no cambió la situación en la frontera, puesto que al comienzo el interés de estos se centraba en acabar con los Song, no en proseguir el avance hacia el sur. Afianzaron el dominio de la zona durante doce años, que les permitía tanto atacar la retaguardia Song desde el suroeste como introducirse en las rutas comerciales que unían China con Birmania y la India. Instalaron además guarniciones, fundamentalmente de soldados de lengua turca de Asia central, en treinta y siete circuitos del antiguo reino de Dali.

### Decadencia de Pagan
El reino de Pagan seguía pareciendo sólido, pero desde principios del siglo XIII se hallaba sumido en una lenta decadencia. El crecimiento continuo de los bienes religiosos, exentos del pago de impuestos, redujo notablemente los ingresos del fisco. La Corona perdió los recursos que le eran menester para asegurarse la lealtad de los cortesanos y los militares, lo que desató una serie de desórdenes internos y facilitó los ataques exteriores. Pudo sofocar la primera serie de rebeliones que se desataron entre 1258 y 1260 en el Arakán meridional y Martabán, pero no detener el proceso de declive. En vísperas de la invasión mongola, entre uno y dos tercios de las tierras cultivables de la Birmania Superior estaban en manos de religiosos y la capacidad de la Corona para defenderse había menguado peligrosamente.

## Preludio a guerra

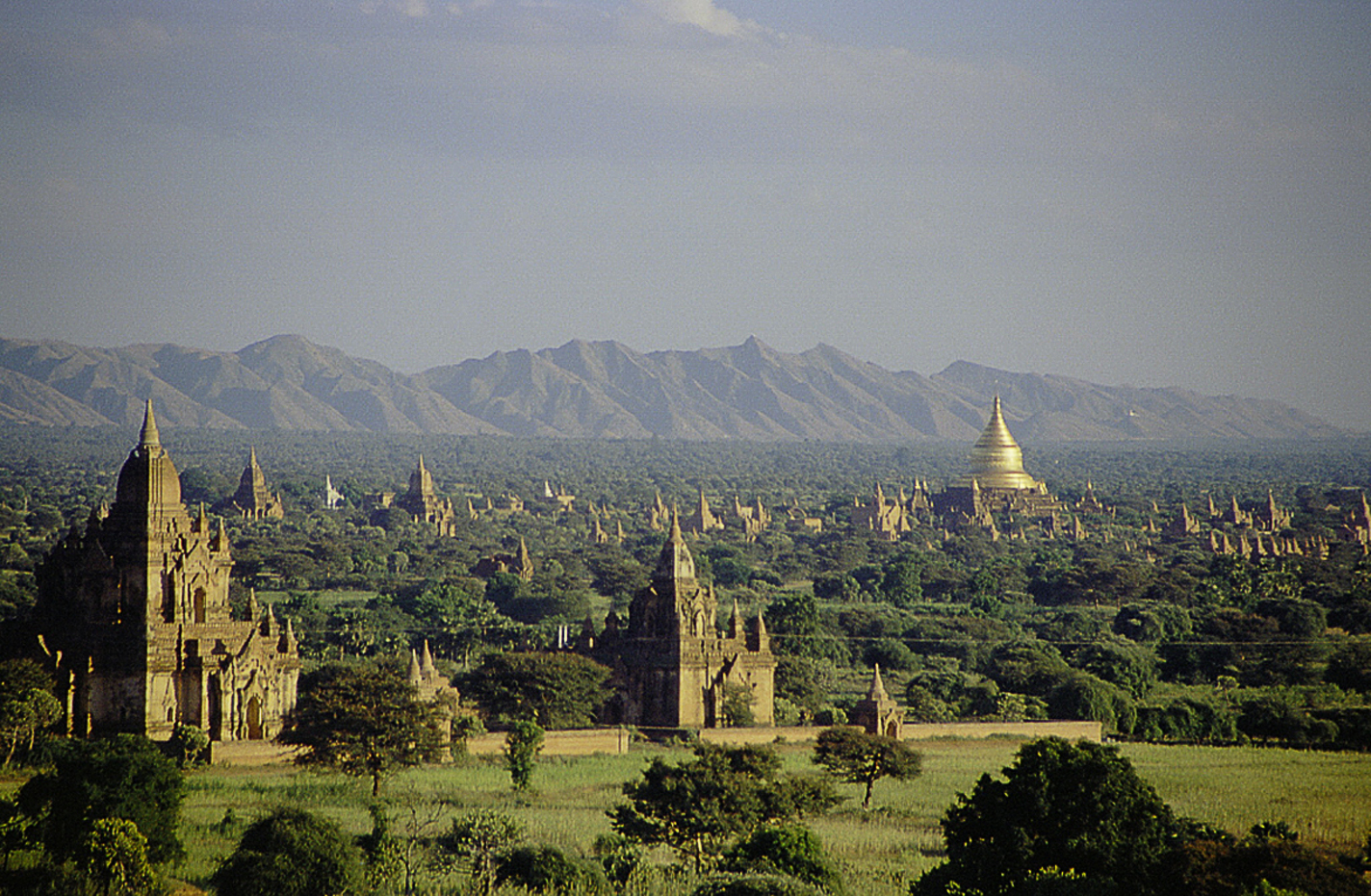
Aspecto moderno de la llanura de Pagan.

### Primera embajada mongola (1271-72)
La calma en la frontera septentrional de Pagan se esfumó a comienzos de la década de 1270. Los Song estaban para entonces a punto de sucumbir ante las arremetidas mongolas y el emperador Kublai Kan, que fundó oficialmente la dinastía Yuan el 18 de diciembre de 1271, trataba de impedir la huida de refugiados enemigos por todas las fronteras. Ello afectaba a Pagan, pues el emperador ordenó al gobernador mongol de Dali que redoblase la vigilancia fronteriza y que enviase en enero de 1271 una embajada a Pagan a reclamar el pago de tributo. El pago exigido era mínimo, puesto que la atención del emperador se centraba por entonces en otros asuntos y no deseaba afectar la situación política del reino birmano. El señor de las regiones fronterizas de Va y Palaung, por su parte, se sometió a los mongoles.
El gobierno de Pagan que presidía el ministro Ananda Pyissi conocía el poderío militar mongol, por lo que, cuando la embajada mongola encabezada por Qidai Tuoyin llegó a la capital del reino, aconsejó al rey Narathihapate que la tratase con cortesía. Sin embargo, la exigencia de tributo enfureció al soberano, que hizo esperar semanas a la embajada sin concederle audiencia. La negativa real a verla hizo que finalmente la corte decidiese despacharla, pero enviando con ella un representante birmano que portaba una carta en la que el rey expresaba su amistad e intención de acudir en algún momento a adorar un diente de Buda que se custodiaba en Pekín. Por otro lado, el rey se apresuró a ordenar que se reconquistasen los territorios fronterizos, que se recuperaron efectivamente en abril de 1272. El cabecilla rebelde A-Pi (အပိ) fue llevado a Pagan. Dali informó a Pekín, pero no intervino militarmente para impedir la expedición de los birmanos.

### Segunda embajada mongola (1273)
Kublai Kan estaba en Pekín preparando la invasión de Japón y decidió no emprender por el momento ningún conflicto con Pagan. Se limitó a enviar una nueva embajada de cuatro miembros el 3 de marzo de 1273, que encabezó el primer secretario de la Junta de Ritos. La embajada llevaba una carta del emperador que rezaba:

Si finalmente habéis decidido cumplir vuestros deberes con el Todopoderoso, enviad a uno de vuestros hermanos o principales ministros para mostrar a los hombres que todo el mundo está vinculado con Nos y forjar una alianza perpetua. Esto convendrá a vuestra reputación y será de vuestro interés, pues si hay guerra, ¿quién será el vencedor? Sopese bien, oh rey, nuestras palabras.

Esta vez el rey birmano sí recibió a la embajada imperial, pero rehusó someterse. Las crónicas birmanas afirman que el rey se sintió tan insultado por la exigencia mongola que hizo ajusticiar a los embajadores, pero tanto las inscripciones como los documentos de los yuan lo desmienten. Lo que sí sucedió es que la embajada volvió a Yunnan más tarde de lo previsto, por lo que el nuevo gobierno de la región despachó otra delegación para investigar su paradero, que no pudo alcanzar Pagan porque una rebelión en una de las regiones que debía atravesar se lo impidió.

### Afianzamiento del dominio fronterizo mongol (1275-76)
Entretanto, el antiguo reino de Dali se transformó en 1274 en la provincia de Yunnan, cuyo gobierno se otorgó a Sayid Achal Shams al-Din Omar. El gobernador envió un informe al emperador en mayo de 1275 en el que le comunicaba que la embajada no había regresado de Pagan, que era palmario que esta no tenía intención de someterse y que la única alternativa para lograrlo era la guerra.<
Sin embargo, el emperador descartó abordar una invasión directa del reino. Acababa de sufrir un gran descalabro en Japón y no deseaba destinar tropas del gobierno central a una campaña que consideraba secundaria. Estaba concentrado en acabar por fin con los Song y en consecuencia ordenó al ejército de Yunnan que asegurase las fronteras de la zona para impedir la huida de los refugiados de la dinastía china enemiga. Sí que permitió, empero, que se emplease mínimamente la fuerza si Pagan trataba de entorpecer el cierre fronterizo. El ejército de Yunnan obedeció la orden imperial durante 1275-76, sometiendo las tierras fronterizas. En otros frentes, los ejércitos mongoles tomaron casi todos los territorios que les quedaban a los Song.
Al menos uno de los vasallos birmanos llamado «Dientes de Oro» (cuyo territorio coincidía aproximadamente con el moderno Yingjiang) se sometió a los mongoles en 1277. El Gobierno birmano reaccionó como había hecho ya en 1272: despachando un ejército para recuperar el territorio, pero a diferencia de entonces, los mongoles lo protegían con una guarnición sustancial. La mayoría de los soldados y de los oficiales que la formaban eran turcos u oriundos del oeste del imperio de Samarcanda, Bujará, Merv y Nishapur, así como cautivos reclutados del antiguo Imperio jorezmita, kipchaks e incluso protobúlgaros del bajo Volga, aunque el mando supremo era mongol.

## Guerra fronteriza (1277-78)

Choques de las incursiones mongolas del período 1277-87 y localidades importantes relacionadas con la invasión.

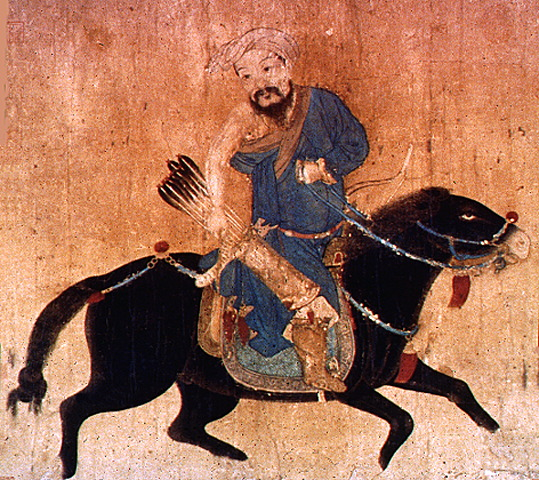
Arquero mongol a caballo.

Se desató una guerra fronteriza que se libró entre 1277 y 1278, que aparece narrada principalmente en la crónica de la dinastía Yuan y en el diario de viajes de Marco Polo. Las crónicas birmanas no la mencionan, pero en una inscripción de 1278 se habla de la derrota del ejército en Ngasaunggyan. Las fuentes mongolas tienen ciertos errores en cuanto al número de combatientes y a la localización de algunos lugares, pero se consideran fiables en conjunto.

### Batalla de Ngasaunggyan
La crónica de la dinastía Yuan y el diario de Marco Polo afirman que un ejército birmano «invadió» el territorio mongol de Dientes de Oro, y fue vencido en abril de 1277. La batalla se disputó bien en el valle de Vochang (en la moderna prefectura de Baoshan) o ciento diez kilómetros más al suroeste, en Kanngai (en la moderna Yingjiang, en la prefectura de Dehong), lugar que los birmanos llamaban Ngasaunggyan.
La crónica de la dinastía Yuan asevera que tan solo setecientos soldados mongoles derrotaron a un ejército birmano de entre cuarenta y cincuenta mil hombres, diez mil caballos y ochocientos elefantes. También afirma que en la lid pereció un solo mongol al intentar apoderarse de un elefante. Según Marco Polo, el ejército contaba con doce mil arqueros a caballo y el ejército enemigo con sesenta mil soldados y dos mil elefantes, que portaban una recia torreta de madera en la que podían parapetarse entre doce y dieciséis soldados. Es probable que estas cifras sean cálculos exagerados de los efectivos birmanos, abultados para realzar la victoria sobre el enemigo.
Según la narración de Marco Polo, al comienzo de la batalla los elefantes amedrentaron a los turcos y mongoles, que trataron de huir y facilitaron el avance birmano. Pero el jefe mongol Huthuj conservó la calma, hizo desmontar a los hombres, que se parapetasen tras unos árboles y que disparasen con sus arcos contra los elefantes que avanzaban contra ellos. Las dolorosas heridas que les infligieron hicieron huir a los animales.

### Incursión de Kaungsin
El ejército mongol siguió avanzando tras el monzón: un ejército de tres mil ochocientos soldados al mando de Nasr al-Din, hijo del gobernador Sayid Achal, avanzó hasta Kaungsin durante la siguiente estación seca, aproximadamente en diciembre de 1277; la población dominaba el vado de Bhamo. El ejército se apoderó del fuerte de la localidad y destruyó varias empalizadas abandonadas. Sin embargo, el calor le hizo replegarse finalmente.

## Intermedio (1278-83)
La victoria mongola no acabó con la disputa por los territorios fronterizos. Pagan siguió reclamándolos para sí y aprovechó las tribulaciones del enemigo en otros frentes para reconstruir los fuertes de Kaungsin y Ngasaunggyan en 1278, con guarniciones que mandó Einda Pyissi. La recuperación del territorio fue efímera: el gran kan volvió a cobrar interés por el sureste asiático en 1281. Sus ejércitos habían corrido distintas suertes: unos había logrado acabar definitivamente con los Song en 1279, pero otros habían vuelto a fracasar al intentar conquistar nuevamente Japón en 1281. Ese mismo año, el emperador envió otra embajada a Pagan, que volvió a reclamar el pago de tributo. Se exigió al rey birmano que enviase a sus diez ministros principales acompañados de mil oficiales de caballería a la corte imperial. La embajada debía viajar con el soberano de Champa, al que el emperador había convocado también a Pekín.
Narathihapate estudió la exigencia con la corte, pero finalmente volvió a rechazarla. Quizá la corte birmana esperaba que la negativa solo desencadenaría una nueva guerra fronteriza de escasa entidad, pero esta vez el emperador ordenó a sus ejércitos que invadiesen toda la Birmania septentrional. También dispuso que se ocupase Champa, cuyo rey también se había negado a someterse a su autoridad. Los apuros del rey birmano no pasaron inadvertidos a sus rivales: el mismo año, un usurpador llamado Wareru se apoderó de la ciudad portuaria sureña de Martaban tras asesinar a su gobernador, nombrado por Pagan. Tres de los hijos del rey eran virreyes de tres ciudades cercanas (en Bassei, Prome y Dala) y podían haber intervenido contra el rebelde, pero el soberano, preocupado por la mayor amenaza que se cernía por el norte, se despreocupó de la rebelión en Martaban.
El mando militar mongol pasó 1282 preparando las campañas en Champa y la Birmania septentrional. El objetivo de la campaña birmana era apoderarse únicamente del norte de la región; el emperador no había accedido a que se atacase la ciudad de Pagan. Al menos un ejército de catorce mil soldados, antiguamente al servicio de los jorezmitas y al mando de Yalu Beg, se envió a Yunnan para aumentar el ejército que debía invadir Birmania, formado nuevamente en esencia por turcos y centroasiáticos. En el bando birmano, el rey reunió un ejército, que posiblemente no fue grande, dada la escasa lealtad que le tenían sus vasallos. Pese a todo, un ejército birmano al mando de los generales Ananda Pyissi y Yanda Pyissi se apostó en el fuerte de Ngasaunggyan a mediados de 1283.

## Invasión (1283-85)

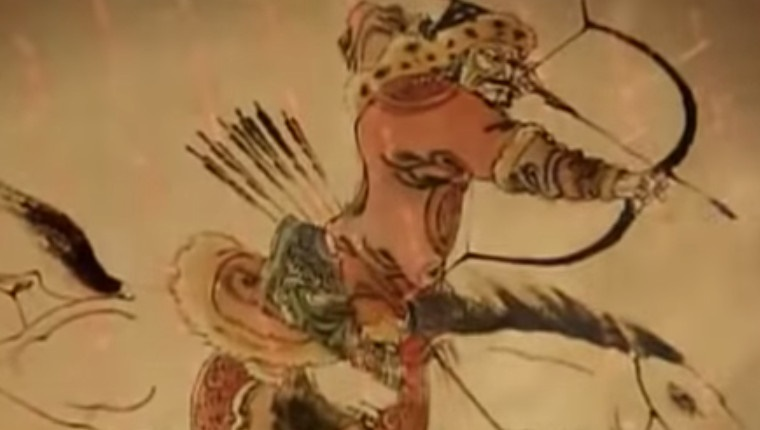
Jinete mongol al galope a punto de disparar con el arco.

### Batalla de Ngasaunggyan (1283)
La invasión mongola empezó el 22 de septiembre de 1283. La mandaba el príncipe Sangqudar, que tenía por lugartenientes al vicegobernador Taipn y al oficial Yagan Tegin. El ejército mongol avanzó hacia la frontera en dos columnas: una siguió el curso del río Taping en doscientas barcazas y la otra marchó por tierra y se reunió con la primera ante el fuerte birmano de Ngasaunggyan. Las crónicas birmanas señalan la enormidad del ejército sitiador, si bien exageran su tamaño (afirman que los birmaron eran cuatrocientos mil y los mongoles, veinte millones con seis millones de caballos). Los birmanos aguantaron dos meses de cerco, pero finalmente el fuerte cayó el 3 de diciembre de 1283.

### Invasión de la Birmania septentrional
La derrota en Ngasaunggyan desbarató las defensas birmanas. En ella el ejército birmano perdió varios miles de hombres y algunos de sus principales mandos. Kaungsin, la siguiente fortificación, apenas resistió seis días más y fue conquistado el 9 de diciembre de 1283. Las fuentes mongolas afirman que los birmanos perdieron diez mil hombres en Kaungsin. El ejército mongol siguió avanzando hacia el sur siguiendo el curso del Irawadi. Tomó la antigua capital birmana de Tagaung, situada a unos trescientos ochenta kilómetros al norte de Pagan, el 5 de febrero de 1284 y se detuvo a causa del calor. La incapacidad de los invasores para soportarlo hizo que evacuasen Tagaung, que los birmanos recuperaron el 10 de mayo de 1284. Los mongoles reanudaron la ofensiva en la siguiente estación seca: retomaron Tagaung y vencieron al enemigo, probablemente cerca de Hanlin, el 26 de enero de 1285, victoria que les franqueó el avance final a Pagan, situado unos doscientos setenta kilómetros más al sur. La derrota asustó al rey, que huyó a refugiarse en la Baja Birmania. La huida resultó prematura, puesto que el ejército mongol no ocupó la capital, que no era el objetivo de la invasión.
Sin embargo, el fin del avance mongol no evitó que el país se sumiese en el caos. El rey estaba aislado en la Baja Birmania, incapaz de emprender el contraataque contra el invasor. Sus hijos gobernaban tres puertos clave de la región (Prome, Dala y Bassein), el soberano no confiaba en ellos, por lo que se instaló con la corte en Hlegya, al oeste de Prome. Al carecer del apoyo pleno de sus hijos, la presencia del rey y su pequeño ejército no impresionaban a nadie. Tanto es así que el gobernador de Pegu se rebeló ese mismo año. El rey envió dos reducidas expediciones contra el rebelde, que fracasaron. La mitad oriental de la Baja Birmania (Pegu y Martaban) se había levantado contra el soberano.

## Negociaciones de paz (1285-87)

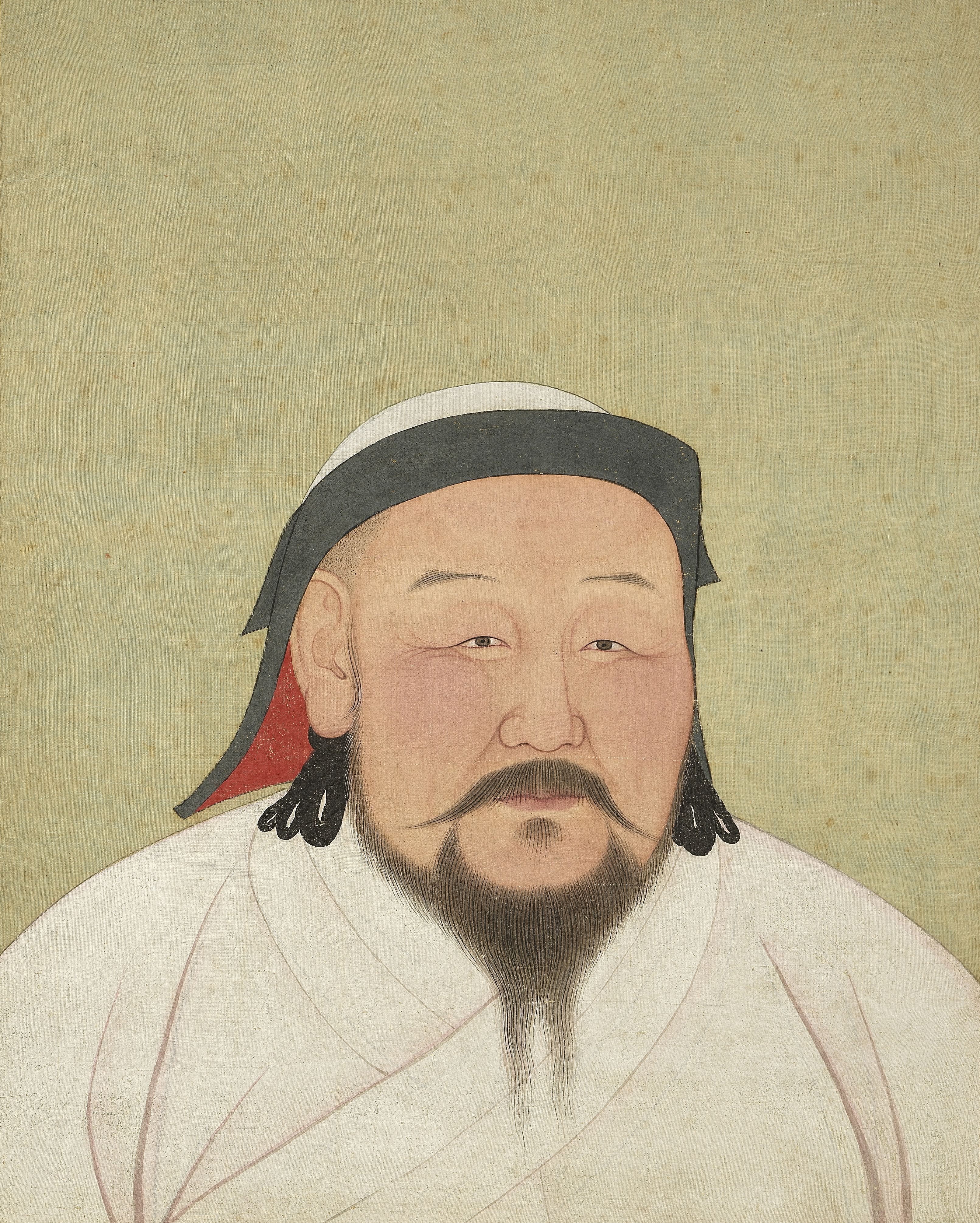
Kublai Kan, fundador y primer emperador de la dinastía Yuan

### Armisticio
La precaria situación de Narathihapate hizo que tratase de ganar tiempo solicitando la paz a los mongoles. Ordenó a sus generales Ananda Pyissi y Maha Bo que entablasen negociaciones para firmar un armisticio en noviembre o diciembre de 1285. Los mandos mongoles en Hanlin, que habían hecho del norte de Birmania el nuevo protectorado de Zhengmian, aceptaron firmarlo, pero a cambio del sometimiento incondicional del rey. Repitieron su exigencia de 1281 de que este enviase una embajada al emperador. Los dos bandos alcanzaron un acuerdo provisional el 3 de marzo de 1286 que incluyó la sumisión sin ambages del reino y la transformación de la Birmania central en la provincia de Mianzhong. El rey aceptó el acuerdo tras largas deliberaciones, pero pidió que el ejército mongol se retirase del territorio. Envió una embajada encabezada por Shin Ditha Pamauk, un monje culto, a la corte imperial en junio de 1286.

### Tratado de Pekín
La embajada llegó a Pekín en enero de 1287 y fue recibida por el emperador Yuan. La delegación birmana reconoció formalmente la autoridad mongola sobre su reino, y accedió a pagar un tributo anual dependiente de la producción agrícola del país. A cambio, el emperador prometió retirar sus tropas de las tierras conquistadas. La victoria birmana fue la única del emperador en la región, pues el resto de campañas en la zona habían terminado en desastre. No deseaba dedicar más tropas a someter el resto del reino y se contentó como someter a su rey a la condición de vasallo. La embajada birmana regresó a Hlegya en mayo de 1287 y comunicó lo pactado en Pekín al rey.

### Ruptura del acuerdo
El acuerdo se desbarató un mes después: a finales de junio, el rey vencido y su pequeño séquito emprendieron el retorno a Pagan, pero el 1 de julio su segundo hijo y virrey de Prome, Thihathu, lo apresó y asesinó, desatando el caos. Las regiones que aún no se habían rebelado contra la autoridad regia se independizaron. No surgió nadie que pudiese suceder en el trono a Narathihapate y cumplir lo acordado en Pekín. El trono quedó vacante hasta mayo de 1289.

## Intervención mongola (1287)
El caos que había desatado el asesinato del rey de Pagan hizo que el gobernador de Yunnan desobedeciese los órdenes del emperador que lo instaban a evacuar la región. Por el contrario, el príncipe Ye-sin Timur, nieto del emperador, partió hacia Pagan al frente de un ejército. Según la mayoría de los estudios de la época colonial, este ejército soslayó las órdenes de Pekín de abandonar la zona, se abrió paso hasta Pagan perdiendo siete mil hombres en los combates y ocupó la ciudad; luego despachó destacamentos a las distintas regiones para que confirmasen su sometimiento al emperador, uno de los cuales alcanzó Prome. Otras fuentes del mismo período disienten y no creen ni que los mongoles alcanzasen Pagan ni que completasen la conquista del reino, pues estos acontecimientos no aparecen en la documentación sino-mongola de la época.
Los estudios modernos indican que lo más probable es que los mongoles no llegasen hasta la capital birmana. Se cree que fueron detenidos por los ejércitos de Athinkhaya, Yazathingyan y Thihathu, y probablemente nunca se acercaron a menos de ciento sesenta kilómetros de Pagan (una inscripción fechada en el 16 de febrero de 1293 por los tres hermanos señala que vencieron al ejército mongol). Incluso si verdaderamente llegaron hasta Pagan, los estragos que causaron fueron mínimos, sufrieron abundantes bajas y se retiraron a Tagaung, donde permanecieron, ya que el tratado de paz se había frustrado.

## Consecuencias
La desintegración del reino de Pagan fue total, pero los mongoles no la aprovecharon para ocupar sus tierras. No enviaron más expediciones para restablecer el orden en la zona. Parece ser que al emperador no le interesó enviar tropas para someter el fragmentado país, sino mantener el sureste asiático en su conjunto desunido. Pasaron dos años más hasta que uno de los vástagos de Narathihapate, Kiausua, se hizo con el trono de Pagan en mayo de 1289. El nuevo rey, sin embargo, apenas dominaba la ciudad y sus alrededores y carecía de un ejército verdadero; el poder real en la Birmania central los ostentaban los tres hermanos que habían hecho frente a los mongoles (Athinkhaya, Yazathingyan y Thihathu).
El equilibrio inestable perduró hasta 1297. Los mongoles siguieron ocupando el norte de Birmania hasta Tagaung en calidad de provincia de Zhengmian (Cheng-Mien), pero abolieron la ficticia de Mianzhong (que supuestamente abarcaba la Birmania central) el 18 de agosto de 1290. La lucha por el poder en la Birmania central continuó y los tres hermanos afianzaron su posición. Kiausua se sometió a los mongoles en enero de 1297 para tratar de limitar su poder; el emperador yuan Timur Kan lo reconoció como rey de Pagan el 20 de marzo de 1297. El emperador también les otorgó títulos chinos a los hermanos, en tanto que subordinados del rey. Sin embargo, a estos les disgustó la maniobra, que reducía su poder, por lo que derrocaron al rey 17 de diciembre de 1297 y fundaron el Reino Myinsaing. El destronamiento obligó al Gobierno mongol a intervenir una vez más, en la que se denomina segunda invasión mongola de Birmania (1300-01), que fracasó. Dos años después, el 4 de abril de 1303, los mongoles abolieron la provincia de Zhengmian (Cheng-Mien) y evacuaron las tropas de Tagaung, que volvieron a Yunnan.

## Legado

Birmania hacia 1450, momento de apogeo de Ava, al que los estados shan citeriores pagaban tributo

La guerra fue una las diversas contiendas simultáneas que libraron el Imperio mongol y la dinastía Yuan a finales del siglo XIII. Para estos el conflicto no pasó de ser un enfrentamiento fronterizo menor que, pese a ello, tuvo duraderas consecuencias en Birmania. Las invasiones marcaron el comienzo de un periodo de fragmentación política, y el surgimiento de estados tai-shan por todo el sureste asiático.

### Etapa de fragmentación política
El resultado inmediato de la guerra fue la desaparición del reino de Pagan, si bien la contienda se limitó a acelerar un proceso ya existente. La decadencia de Pagan había sido larga: había empezado a principios del siglo XIII. Si Pagan hubiese contado con un gobierno central más fuerte, la disgregación hubiese sido pasajera y el país hubiese resurgido. Pero la dinastía fue incapaz de recuperarse de la derrota y el desinterés mongol en sustituirla hizo que no surgiese ningún centro político que pudiese aglutinar los territorios del reino en el periodo inmediatamente posterior a las incursiones mongolas. Como resultado, varios estados menores se disputaron la hegemonía durante gran parte del siglo XIV. Solamente a finales de este surgieron en la cuenca del Irawadi dos estados relativamente poderosos que restablecieron cierta calma en la zona. Sin embargo, la amplia región en torno al valle del gran río siguió dividida en un conjunto de pequeños estados tai-shan hasta bien entrado el siglo XVI.

### Aparición de los estados tai-shan
La consecuencia tal vez más duradera de las campañas mongolas en la zona fue el surgimiento de estados tai-shan en el sureste asiático. Los tai-shan penetraron en la región con los ejércitos mongoles y se asentaron en ella. Varios estados tai-shan dominaban una amplia franja territorial a comienzos del siglo XIV, desde el moderno Assam hasta el norte y este de Birmania y el norte y centro de Tailandia y Laos. Los mongoles fomentaron su aparición, pues los consideraban útiles para proteger Yunnan del resto de estados del sureste asiático. Aún estaban integrando Yunnan en la administración central y no podían o quizá no quisieron dedicar recursos a apoderarse también de los vastos territorios situados más al sur (la integración de Yunnan en la China propiamente dicha duró siglos y continúa). Por lo tanto, se contentaron con someter a tributo tanto a los nuevos estado tai-shan surgidos en el centro y oeste del sureste asiático como a Dai Viet y Champa, situados más al este. Los señores de estos estados eran teóricamente meros gobernadores dependientes del gobierno imperial de los Yuan, pero en la práctica actuaban como soberanos en sus territorios.

### Extensión de la autoridad china a la frontera birmana
La guerra también marcó la llegada de la autoridad china a las fronteras de Birmania. El viejo reino de Dali, al que los birmanos llamaban Gandalarit (ဂန္တလရာဇ်, por Gandhara Raj) se transformó en provincia de la China mongola. Los birmanos bautizaron a la nueva potencia asentada en Yunnan taruk, ya que muchos de los soldados imperiales hablaban turco. Con los años, el término pasó a identificar a los chinos han. En la Birmania moderna, al rey Narathihapate se lo recuerda como Taruk-Pye Min («el rey que huyó ante los taruk [chinos]).) La presencia chino-mongola en Yunnan favoreció las migraciones shan a Birmania y algunas zonas del Imperio jemer. Las incursiones de los estados shan en la Birmania Superior continuaron hasta mediados del siglo XVI.